# Identity Crisis
Кризис личности (англ. Identity Crisis) — ограниченная комикс-серия из семи выпусков издательства DC Comics. Выходила с июня по декабрь 2004 года. Сценарий комикса написал Брэд Мельцер, а за графическую часть отвечали художник Рагс Моралес и растушовщик Майкл Бэйр.

## Сюжет
После смерти жены Удлинняющегося Человека, Сью Дибни, сообщество супергероев объединяется, чтобы найти ее убийцу, главным подозреваемым в котором является Доктор Лайт. Зеленая Стрела рассказывает Флэшу (Уолли Уэст) и Зеленому Фонарю (Кайл Рейнер), что Лайт ранее изнасиловал Сью, а Затанна стерла ему воспоминания. Также подразумеваются другие случаи когда герои меняли память своих врагов для своей безопасности.
Герои находят Лайта, нанявшего Дэфстроука для защиты. Во время боя к Лайту возвращаются воспоминания, и он сбегает. Тем временем Атом находит свою бывшую жену Джин Лоринг, на которую напали и оставили умирать. Она не может опознать нападавшего. Тем временем, Теневой вор убивает Огненного Шторма во время допроса, а капитан Бумеран,г нанятый Калькулятором, убивает отца Тима Дрейка, Джека Дрейка. 
Уолли снова задает вопросы Зеленой Стреле, увидев в голове Лайта снимок, на котором видно, что Бэтмен присутствовал при битве. Зеленая Стрела признается, что Бэтмен ушел сразу после битвы, но неожиданно вернулся как раз в тот момент, когда происходило стирание памяти. Он не одобрил этого и попытался вмешаться, но был магически скован, и также подвергнут изменению памяти. Бэтмен находит убежище Калькулятора, которое оказывается брошенным. Вскрытие показало, что Сью была убита микроскопическим противником, использовавшим технологию Рэя Палмера.
Почти одновременно Палмер узнает, что Джин знает о записке, тайно отправленной Джеку Дрейку, и понимает, что она убийца. Она утверждает, что не хотела причинить вреда Сью и отправила записку и пистолет Джеку Дрейку, чтобы он мог защитить себя. Лоринг объясняет, что она просто хотела чтобы Рэй вернулся к ней. Рэй отправляет ее на лечение в лечебницу Аркхэм и исчезает, терзаясь чувством вины. В финальной сцене Уолли чувствует себя неловко рядом с Бэтменом, который с подозрением относится к его поведению.

## Последствия
В дальнейших сериях Бэтмен возвращает себе воспоминания, что порождает в нем паранойю по отношению к Лиге. Созданный им спутник для контроля сверхлюдей, Братский Глаз станет серьезной угрозой в Бесконечном Кризисе. В этой сюжетной линии раскрывается, что манипулирование сознанием Лиги Справедливости, превращение Джин Лоринг в злодейку и изнасилование Сью Дибни доктором Лайтом были одними из многих непреднамеренных изменений, произведенных Александром Лютором-младшим и Супербоем - Прайм, в ходе кульминации Кризиса на Бесконечных Землях.

## Награды
Минисерия была выбрана Young Adult Library Services Association (YALSA) в 2007 году в Список графических новелл, рекомендованных для подростков.

## Коллекционные издания
DC Comics переиздало мини-серию Identity Crisis в апреле 2005 года с перекрашенными обложками. Издание в твёрдом переплёте (ISBN 1-4012-0688-3) было выпущено в сентябре 2005 года. Оно включало бонусы: комментарии Мельтцера и Моралеса, любимые моменты команды создателей и выдержки из скетчбука Моралеса.
Коллекционное издание в мягкой обложке (ISBN 1-4012-0458-9) было выпущено 16 августа 2006 года. Издание заняло третье место в списке 100 графических новелл за август 2006 в списке предзаказов из 7746.
DC Comics анонсировало выпуск Identity Crisis в виде Абсолютного издания 12 октября 2011 года.